# 120074 Bass
120074 Bass este un asteroid din centura principală de asteroizi.

## Descriere
120074 Bass este un asteroid din centura principală de asteroizi. A fost descoperit pe 1 martie 2003 la Las Cruces de David S. Dixon. Asteroidul prezintă o orbită caracterizată de o semiaxă mare de 2,66 ua, o excentricitate de 0,14 și o înclinație de 8,6° în raport cu ecliptica.